# Епітелій

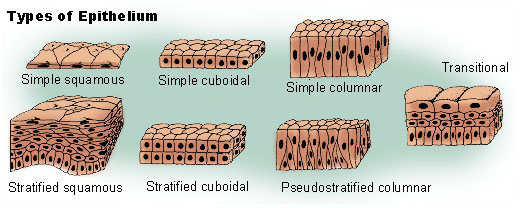
Різні види епітелію

Епіте́лій, або епітеліа́льна ткани́на (лат. epithelium, від грецького епі- + thele — молочна залоза) — шар клітин, що вистилає поверхню (епідерміс) і порожнини тіла, а також слизові оболонки внутрішніх органів, травної системи, дихальної системи, сечостатевої системи. Крім того, утворює більшість залоз організму. Складається з клітин, які щільно розташовані одна біля одної, міжклітинної речовини мало.

## Загальна характеристика
Види епітелію:
- покривний
- залозистий

Функції:
- захисна (епітелії шкіри)
- секреція (епітелій, що входить до складу залоз)
- всмоктування (епітелій шлунково-кишкового тракту)
- виділення (епітелій органів виділення)
- газообмін (епітелій легеневих пухирців)

Головні особливості епітеліальних тканин — швидка регенерація і відсутність кровоносних судин.
Поділяється на одношаровий, багатошаровий, залозошаровий, війчастий і залозистий епітелій, а також розрізняють види за формою клітин тканини: кубічний, плоский, циліндричний. Одношаровий епітелій вкриває стінки судин і внутрішніх органів, бере участь в обміні речовин та частково виконує захисну функцію. Багатошаровий — це зовнішній покрив людини, тобто шкіра. Відмежовує зовнішнє середовище від внутрішнього, захищає від механічних пошкоджень та проникнення мікроорганізмів. Багатошаровий епітелій найшвидше відновлюється, вистилає порожнину рота. Війчаста епітеліальна тканина вистилає носову порожнину, затримує пил та різні частинки, вистилає й тонку кишку, де виконує всмоктувальну функцію. Залозистий входить до складу залоз і забезпечує виділення гормонів і секретів.

## Функції епітелію

### Одношаровий епітелій
Вистилає кровоносні судини, кишечник, легеневі альвеоли, капсули нирок. Клітини, з яких він складається, можуть мати різну форму, залежно від яких виділяють одношаровий кубічний, одношаровий стовпчастий епітелії тощо. Складається з плоских або війчастих клітин

### Багатошаровий епітелій
Утворює поверхню шкіри, ротову порожнину, стравохід. Клітини багатошарового епітелію розташовуються в декілька шарів (у шкірі до п'яти). Внутрішні клітини інтенсивно діляться, завдяки чому відбувається швидке оновлення епітелію і відновлення пошкоджених ділянок. Крім того, багатошаровий епітелій за ступенем зроговіння поділяють на зроговілий (епітелій шкіри) та незроговілий (епітелій рогівки).

### Залозистий епітелій
Складає основу залоз і виробляє особливі речовини. Розрізняють ендокринні й екзокринні залози. Ендокринні залози (гіпофіз, надниркові залози, щитоподібна залоза та ін.) не мають власних вивідних проток і виділяють секрет (гормон) у кров або лімфу. Екзокринні залози (слинні, потові, слізні, молочні та ін.) виділяють секрет у порожнини внутрішніх органів (шлунок, кишка, дихальні шляхи і т. д.) чи на поверхню тіла.

## Класифікація епітелію
Існують дві класифікації: за походженням (гістогенетична М.Г.Хлопіна) та морфологічна (морфофункціональна Ф. Лейдіга). Друга є найпоширенішою. 
Гістогенетична класификація: ґрунтується на походженні з різних зародкових листків:
| Джерело        | Тип епітелію        | Приклади | Будова епітелію                             |
| -------------- | ------------------- | --- | ------------------------------------------- |
| Ектодерма      | Епідермальний       | Епітелій шкіри, ротової порожнини, стравоходу, рогівки ока, вагіни, респіраторного відділу легень. Сальні, слинні, потові, молочні залози, аденогіпофіз, щитоподібна й паращитоподібна залози. | Багатошаро-вий, зроговілий, незроговілий    |
| Ентодерма      | Ентеродермальний    | Епітелій шлунка, тонкої та майже всієї товстої кишки, паренхіма печінки й підшлункової залози.                                                                                                 | Одношаровий призматичний                    |
| Мезодерма      | Целонефродермальний | Епітелій серозних оболонок, канальців нирок, сім'яви-носних проток, матки. | Одношаровий плоский; кубічний, призматичний |
| Нервова трубка | Епендимогліальний   | Епітелій порожнин мозку – епендима шлуночків мозку та спинномозкового каналу. | Одношаровий                                 |
| Мезенхіма      | Ангіодермальний     | Ендотелій судин | Одношаровий плоский                         |

Морфофункціональна класифікація: ґрунтується на особливостях будови, функцій та місцезнаходженні. Згідно з нею розрізняють епітелій покривний і залозистий. Покривний епітелій покриває організм ззовні, вистилає його порожнини, судини. Залозистий епітелій містить особливі клітини: гландулоцити або ендокриноцити, які утворюють в організмі екзокринні, ендокринні та змішані залози.
Класифікація покривного епітелію:
- одношаровий:
- плоский;

Одношаровий плоский епітелій, або мезотелій локалізується у кровоносних судинах, серозних оболонках, вистеляє очеревину, плевру, перикард. Функції мезотелію: вистелення, полегшення руху внутрішніх органів, секреція біологічно активних речовин, піноцитоз.
- кубічний;

Одношаровий кубічний епітелій локалізується у нирковому канальці, бронхіолах легень. Функції: вистелення, секреція та транспорт речовин.
- призматичний (циліндричний);

Одношаровий циліндричний епітелій локалізується у кишках, шлунку, жовчному міхурі, вивідних протоках печінки, порожнині матки та яйцеводів. Функції: вистелення, захист, абсорбція, секреція речовин.
- циліндричний багаторядний війчастий (респіраторний), або псевдобагатошаровий;

Одношаровий багаторядний епітелій локалізується у трахеї, бронхах та деяких відділах статевої системи.Функції: вистелення, захист, секреція.
- багатошаровий:
- плоский незроговілий;

Багатошаровий плоский незроговілий епітелій локалізується у рогівці ока, стравоході, ротовій порожнині, вагіні, анальній частині прямої кишки. Має три види клітинних шарів: базальний, остистий, шар плоских клітин. Функції: вистелення та захист. 
- плоский зроговілий;

Багатошаровий плоский зроговілий епітелій,або епідерміс локалізується на шкірі. Має п'ять шарів: базальний, остистий, зернистий, блискучий, роговий. Функції: вистелення та захист.
- перехідний;

Багатошаровий перехідний епітелій локалізується у сечоводі, сечівнику, сечовому міхурі. Має три шари: базальний, проміжний, покривний. Функції: вистелення та захист.
Класифікація залозистого епітелію:
- за місцем розташування клітин:
- ендотелій,
- екзотелій;

- за структурою:
- одноклітинний,
- багатоклітинний;

- за знаходженням відносно епітелію:
- ендоепітеліальні,
- екзоепітеліальні.